# Congrogadus winterbottomi
Congrogadus winterbottomi is een  straalvinnige vissensoort uit de familie van dwergzeebaarzen (Pseudochromidae). De wetenschappelijke naam van de soort is voor het eerst geldig gepubliceerd in 2000 door Gill, Mooi & Hutchins.
De soort staat op de Rode Lijst van de IUCN als Onzeker, beoordelingsjaar 2009.